# Очеретуватська сільська рада (Магдалинівський район)
Очеретува́тська сільська́ ра́да — колишній орган місцевого самоврядування в Магдалинівському районі Дніпропетровської області. Адміністративний центр — село Очеретувате.

## Загальні відомості
- Населення ради: 758 осіб (станом на 2001 рік)

## Населені пункти
Сільській раді підпорядковані населені пункти:
- с. Очеретувате

## Склад ради
Рада складається з 16 депутатів та голови.
- Голова ради: Гуртовий Іван Сергійович
- Секретар ради: Устименко Катерина Володимирівна

### Керівний склад попередніх скликань
| Прізвище, ім'я, по батькові   | Основні відомості                                                                     | Дата обрання | Дата звільнення |
| ----------------------------- | ------------------------------------------------------------------------------------- | ------------ | --------------- |
| Білий Володимир Мефодійович   | Сільський голова, 1940 року народження, член Всеукраїнського об'єднання «Батьківщина» | 26.03.2006   | 05.06.2008      |
| Литвиненко Людмила Михайлівна | Сільський голова, 1953 року народження, позапартійна                                  | 30.11.2008   | 31.10.2010      |
| Зубенко Володимир Петрович    | Сільський голова, 1961 року народження, освіта вища, член Партії регіонів             | 31.10.2010   | 29.05.2013      |
| Гуртовий Іван Сергійович      | Сільський голова, 1986 року народження, освіта вища, безпартійний                     | 25.05.2014   |                 |

Примітка: таблиця складена за даними сайту Верховної Ради України

### Депутати
За результатами місцевих виборів 2010 року депутатами ради стали:

#### За суб'єктами висування
| Суб'єкт висування | Кількість обраних депутатів | %    |
| ----------------- | --------------------------- | ---- |
| Партія регіонів   | 12                          | 75   |
| Самовисування     | 3                           | 18,8 |
| Народна партія    | 1                           | 6,3  |

#### За округами
| № округу        | Прізвище, ім'я, по батькові        | Дата визнання обраним | Освіта           | Партійна приналежність | Відомості про обраного депутата                |
| --------------- | ---------------------------------- | --------------------- | ---------------- | ---------------------- | ---------------------------------------------- |
| Народна Партія  |                                    |                       |                  |                        |                                                |
| 5               | Богатирь Віктор Іванович           | 03.11.2010            | вища             | член Народної партії   | пенсіонер                                      |
| Партія регіонів |                                    |                       |                  |                        |                                                |
| 1               | Литвиненко Наталія Василівна       | 03.11.2010            | середня          | член Партії регіонів   | дитячий навчальний заклад, завідувачка         |
| 2               | Поїздник Микола Васильович         | 03.11.2010            | середня          | член Партії регіонів   | одноосібник                                    |
| 6               | Устименко Катерина Володимирівна   | 03.11.2010            | незакінчена вища | член Партії регіонів   | Очеретуватська сільська рада, секретар         |
| 7               | Меркотан Неля Анатоліївна          | 03.11.2010            | вища             | член Партії регіонів   | тимчасово не працює                            |
| 8               | Дусик Ірина Вікторівна             | 03.11.2010            | вища             | член Партії регіонів   | Очеретуватська загальноосвітня школа, вчитель  |
| 9               | Грибовський Валентин Володимирович | 03.11.2010            | вища             | член Партії регіонів   | Очеретуватська загальноосвітня школа, директор |
| 10              | Котелянець Наталія Анатоліївна     | 03.11.2010            | вища             | член Партії регіонів   | Очеретуватська загальноосвітня школа, вчитель  |
| 12              | Сорока Олег Григорович             | 03.11.2010            | вища             | член Партії регіонів   | одноосібник                                    |
| 13              | Мирошниченко Максим Павлович       | 03.11.2010            | середня          | член Партії регіонів   | одноосібник                                    |
| 14              | Гуртова Лариса Володимирівна       | 03.11.2010            | вища             | член Партії регіонів   | Очеретуватська загальноосвітня школа, вчитель  |
| 15              | Винту Валерій Михайлович           | 03.11.2010            | середня          | член Партії регіонів   | приватний підприємець                          |
| 16              | Ступак Сергій Іванович             | 03.11.2010            | середня          | член Партії регіонів   | одноосібник                                    |
| Самовисування   |                                    |                       |                  |                        |                                                |
| 3               | Іванченко Віра Іванівна            | 03.11.2010            | середня          | позапартійна           | пенсіонер                                      |
| 4               | Рябоконь Юрій Васильович           | 03.11.2010            | вища             | позапартійний          | Очеретуватська загальноосвітня школа, вчитель  |
| 11              | Лобач Олена Миколаївна             | 03.11.2010            | середня          | позапартійна           | дошкільний навчальний заклад, вихователь       |